# Periplaneta media
Periplaneta media är en kackerlacksart som beskrevs av Lucien Chopard 1938. Periplaneta media ingår i släktet Periplaneta och familjen storkackerlackor.
Artens utbredningsområde är Etiopien. Inga underarter finns listade i Catalogue of Life.